# Albaniens herrlandslag i basket
Albaniens herrlandslag i basket är det basketlag som representerar Albanien i internationella tävlingar.

## Nuvarande albanska truppen
| Position       | Spelare            | Längd | Nuvarande klubb             |
| -------------- | ------------------ | ----- | --------------------------- |
| Guard          | Sokol Kasmi        | 1.98  | Ulcijn                      |
| Guard          | Afrim Bilali       | 1.98  | Valbona                     |
| Guard          | Eni Cuka           | 1.88  | Florida Atlantic University |
| Guard          | Arjonel Lame       | N/A   | Studenti Tirana             |
| Forward        | Vildan Mitku       | 2.00  | Valbona                     |
| Forward        | Marsel Aliaj       | 1.94  | Teuta Durres                |
| Forward        | Algert Gjonaj      | 1.94  | Valbona Tropoje             |
| Forward/Center | Gerti Shima        | 2.05  | AS Prishtine                |
| Forward/Center | Orion Garo         | 2.07  | SK Tirana                   |
| N/A            | Klevis Cane        | N/A   | Dinamo Tirana               |
| N/A            | Juxhin Talelli     | N/A   | Partizani Tirana            |
| N/A            | Endrit Hysenagolli | N/A   | Partizani Tirana            |

## Historia
Basket började sprida sig i Albanien välidgt tidigt, redan vid år 1920. Efter första världskriget med skapandet av den första multi-sport samhällen. En av de äldsta klubbara som har spelat basket är SK Tirane. Inga professionella mästerskap skulle börja förrän i slutet av andra världskriget. Den första Nationella basketbollkommittén skapades i september 1945. Den skulle ansvara för basket i Albanien. Detta öppnar vägen för det Albanska Basket Förbundet (ursprungligen Federata Shqiptare e Basketbollit) som bildades ett år senare, 1946. 1947 blev de Albanska Basket Förbundet blev medblem i FIBA. De första mästerskapet i basket inleddes under 1946, medan bara ett år senare började kvinnorna delta i basket med åtta klubbar från hela Albanien. 1951 startade de Albanska Basket Förbundet en ny turnering som skulle vara öppen för alla professionella och amatörbasketklubbar i hela landet. Under 1952 inleddes också en turnering för kvinnliga basketspelare. Basket har i hög grad utvecklas i Albanien och är nu den andra favoritsporten varje albansk invånare har, efter fotboll. År 1999 beslutade de Albanska Basket Förbundet att starta en ny turnering i basket, den så kallade Super-cupen.

## Europamästerskapet 1947
Albaniens deltog i sitt första EM-slutspel 1947. Deras debut prestanda avslutades utan att vinna, eftersom de förlorat alla tre inledande matcher. 

### Inledande omgången
Albanien 15-60  Italien 
 Albanien 11 - 114  Belgien 
 Albanien 19 - 104  Egypten  

### Semi-Final Omgången
Albanien 19-73  Rumänien
 Albanien 27-44  Österrike

### Final Omgången
Albanien 13-90  Jugoslavien

## Europamästerskapet 1957
Tio år senare, i EM 1957 i Sofia, klarade Albanerna sig bättre. De förlorade tre matcher av tio spelade. 

### Inledande omgång
Albanien 57-89  Jugoslavien 
 Albanien 37-71  Tjeckoslovakien 
 Albanien 24-62  Skottland 

### Klassificering Round
Albanien 42-91  Finland 
 Albanien 42-82  Italien 
 Albanien 64-97  Turkiet
 Albanien 45-58  Österrike
 Albanien 48-90  Belgien 
 Albanien 43-72  Tyskland

## Europamästerskapet 2005
EM 2005 hölls i Belgrad, Serbien och Montenegro mellan 16 september och 25 september 2005. Under den turneringen gick det mycket bättre för Albanien.
 '11 september 2004'
- 19:00 Tirana, Albanien:  Albanien 72 - '84  Vitryssland '

 '15 september 2004'
- 18:00 Gmunden, Österrike:   'Österrike 83' - 66  Albanien

18 september 2004 ' 
- 19:00 Tirana, Albanien:  Albanien 67 - '76  Cypern '

 'Den 3 september 2005'
- 17:00 Gomel, Vitryssland:   'Vitryssland 110' - 58  Albanien

 '7 september 2005'
- 19:00 Tirana, Albanien:  Albanien 82 -'90  Österrike '

 '10 september 2005'
- 18:15 Nicosia, Cypern: '  Cypern 96' - 75  Albanien